# サンシャイン・シンガーズ
サンシャイン・シンガーズは、東京音楽大学の出身者で構成されている男女混声のコーラスグループ。

## 経歴
代表の若狭彩香を中心に東京音楽大学出身者でグループを結成。
2015年にBS－TBS「日本名曲アルバム」に出演。
2016年4月に初めてテレビ収録に参加し、現在も同番組収録を中心に活動中。

## メンバー
若狭 彩香(代表・アルト)

### ソプラノ
山光 玲子
森村 紗礼
竹村 真実
小谷 美佳
大田原 瑶

### アルト
内海 祐花
村﨑 葵
長田 惟子
松岡 璃子
森山 綾子

### テノール
園山 正孝
遠藤 貴之
岸野 裕貴

### バス
藤巻 希美彦
岩美 陽大
澤地 豪

### ピアノ
片山 朗らか子
塩木 ももこ
飯島 みずき
坂本 夏樹